# Nove Cantici Per Francesco D’Assisi

Nove Cantici Per Francesco D’Assisi est un album de compositions de John Zorn jouées par le trio de guitares composé de Bill Frisell, Julian Lage et Gyan Riley et inspirées de la vie et de l'oeuvre de François d'Assise. Ces titres ont été composés à l'occasion d'une prestation au musée The Frick Collection à New York, en juillet 2018. Une version vinyle est parue en mai 
2019.

## Titres
| No  | Titre                                     | Durée |
| --- | ----------------------------------------- | ----- |
| 1.  | Brother Sun, Sister Moon                  | 4:06  |
| 2.  | Admonitions                               | 4:22  |
| 3.  | Nativity                                  | 3:32  |
| 4.  | Laudes Creaturarum                        | 2:36  |
| 5.  | Poor Clares                               | 4:07  |
| 6.  | Sister Death                              | 5:18  |
| 7.  | Mother Earth                              | 3:33  |
| 8.  | Le Laudi                                  | 5:09  |
| 9.  | Fioretti                                  | 3:37  |
| 10. | Meditations (Saint Francis In The Desert) | 7:00  |

## Personnel
- Bill Frisell - guitare
- Julian Lage - guitare
- Gyan Riley - guitare